# Josep Maria Tarrasa i Alvira

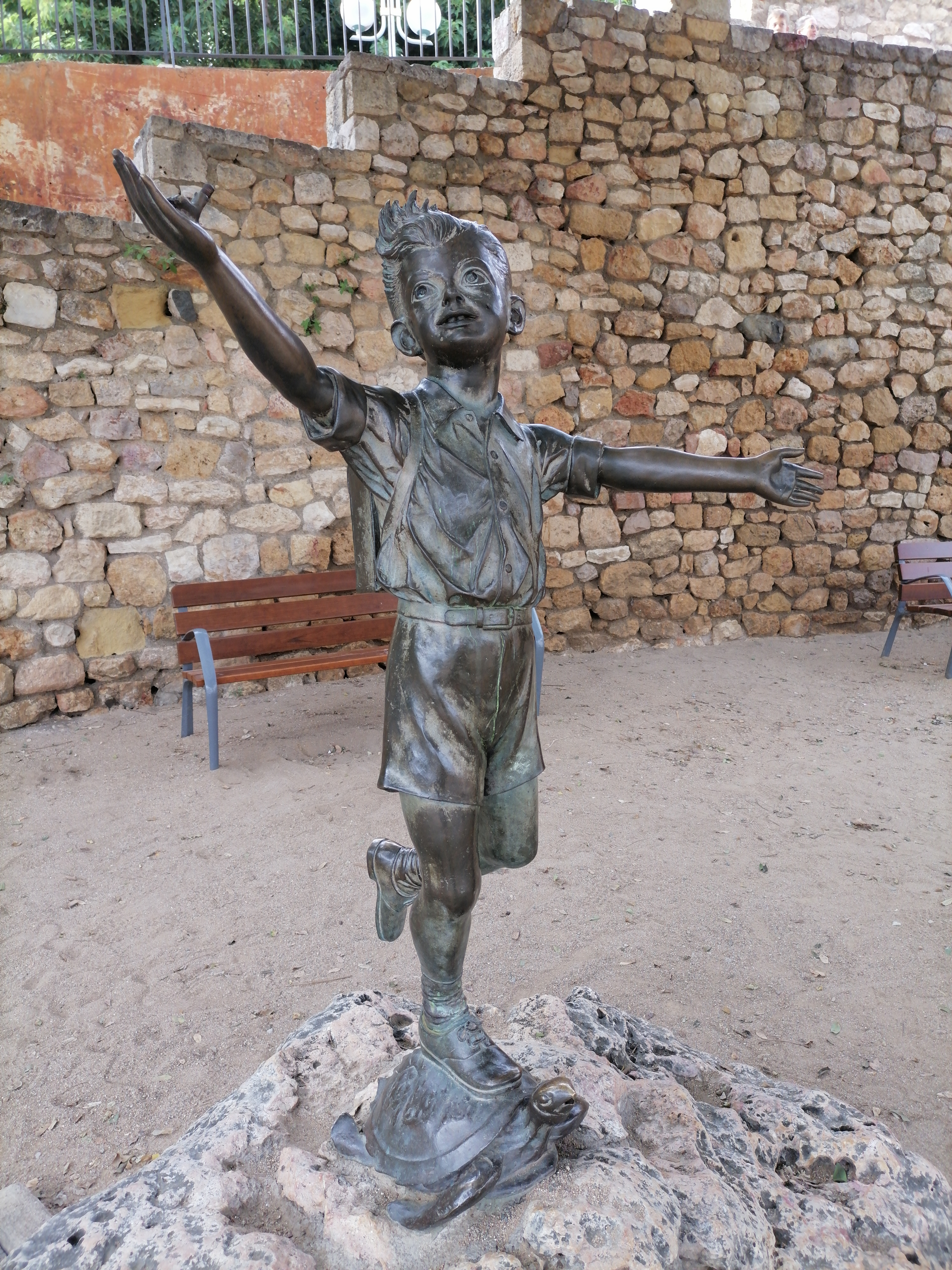
Escultura representant Maginet Pelacanyes, personatge popular de Ràdio Tarragona.

Josep Maria Tarrasa i Alvira (Tarragona, 20 d'agost de 1913 - Tarragona, 17 de març de 1996) fou un locutor de ràdio català.
Estudià peritatge a l'Escola Industrial de Terrassa i va dirigir una petita companyia de teatre. Però la seva fama li arribà com a director de Ràdio Tarragona i creador del famós personatge infantil Maginet Pelacanyes, creat el 1934. El 1940 també fou el primer president de la Germandat de Nostre Pare Jesús de la Passió, que organitzava processons de Setmana Santa que ell mateix retransmetia des del 1954. El 1941 va començar a través de Ràdio Espanya, a Barcelona, emissions a favor de l'institut de puericultura integral Nuestra Señora del Carmen de Barcelona. Més tard en va fer una altra a favor de la leproseria de San Lázaro i d'altres de caràcter filantròpic. El 1990 va rebre la Creu de Sant Jordi. La ciutat de Tarragona va homenatjar-lo batejant un carrer amb el seu nom.